# Япа-Адад
Япа-Адад (Япа-Адду, Яппадді) (*д/н — сер. XIII ст. до н. е.) — хазану (цар) Сідона в XIII ст. до н. е. В угаритських написах відомий як Ябпа-ішкур.

## Життєпис
Ймовірно, син царя Адад-яшми. Посів трон приблизно на початку 1290-х років до н. е. Тривалість панування його невідоме. За уривчастими відомостями воно могло завершитися до 1260/1250-х років до н. е. За його панування Сідон зберігав статус гегемона південної Фінікії. Цьому сприяв міцний союз із державою Амурру, з якою протистояв амбіціям фараона Сеті I.
Втім успіхи єгиптян близько 1290/1289 року до н. е. змусили сідонського царя визнати зверхність фараона. Зі сходженням на трон фараона Рамсеса II Сідон знову повстав. Водночас Япа-Адад поновив листування з Угаритом, що був провідником інтересів хеттської держави в регіоні. Ймовірно, сідонський володар дістав гарантії підтримки від хетів. Проте дії єгиптян у Південній Фінікії знову змусили Япа-Адад визнати владу фараона.
Йому спадкував Адад-му.